# 大萼金丝桃
大萼金丝桃（学名：Hypericum macrosepalum）为藤黄科金丝桃属下的一个种。

## 扩展阅读
- 維基物種上的相關：大萼金丝桃